# Inierie
Inierie je dlouhodobě nečinný stratovulkán, nacházející se v centrální části indonéského ostrova Flores, nedaleko jeho jižního pobřeží. Poblíž sopky (severním a východním směrem) se rozprostírá vulkanické pole Bajawa, skládající se ze sypaných kuželů z pleistocenního období. Stáří poslední erupce není přesně známo, odhady hovoří o raném holocénu. Na severním svahu Inierie leží termální prameny, přičemž severně a severovýchodně od nich byly lokalizovány několik dalších míst, se zvýšeným tepelným tokem.